# Cnemaspis mahsuriae
Espèce
Cnemaspis mahsuriae est une espèce de geckos de la famille des Gekkonidae.

## Répartition
Cette espèce est endémique de Langkawi au Kedah en Malaisie.

## Étymologie
Cette espèce est nommée en l'honneur de Mahsuri Binti Pandak Mayah.

## Publication originale
- Grismer, Wood, Quah, Anuar, Ngadi & Ahmad, 2015 : A new insular species of Rock Gecko (Cnemaspis Boulenger) from Pulau Langkawi, Kedah, Peninsular Malaysia Zootaxa 3985 (2): 203–218.